# Списък на политическите партии в Беларус
В Република Беларус политическите партии се делят основно на три групи: поддържащи, противопоставящи се и намиращи се в конструктивна опозиция спрямо провежданата от президента Александър Лукашенко политика.

## Партии, поддържащи политиката на президента Лукашенко
- Аграрна партия
- Комунистическа партия на Беларус
- Републиканска партия на труда и справедливостта
- Републиканска партия
- Беларуска патриотична партия

## Партии, противопоставящи се на политиката на президента Лукашенко
- Беларуска партия на левицата „Справедлив свят“
- Беларуска партия „Зелените“
- Обединена гражданска партия
- Партия БНФ
- Консервативно-християнска партия - БНФ
- Беларуска социалдемократическа партия (Грамада)
- Партия „Беларуска социалдемократическа Грамада“

## Партии в опозиция към политиката на президента Лукашенко
- Либерално-демократическа партия
- Социалдемократическа партия на народното съгласие